# ボイコット、投資撤収、制裁
「ボイコット、投資撤収、制裁」運動 （略称、BDS運動）は、イスラエルによる国際法に違反するパレスチナの占領や、パレスチナ人に対する抑圧をやめさせるための国際的な運動。消費者ボイコットや、投資撤退、武器禁輸をはじめとした経済制裁を行うことで、政治的・経済的圧力を強めることを目的としている。

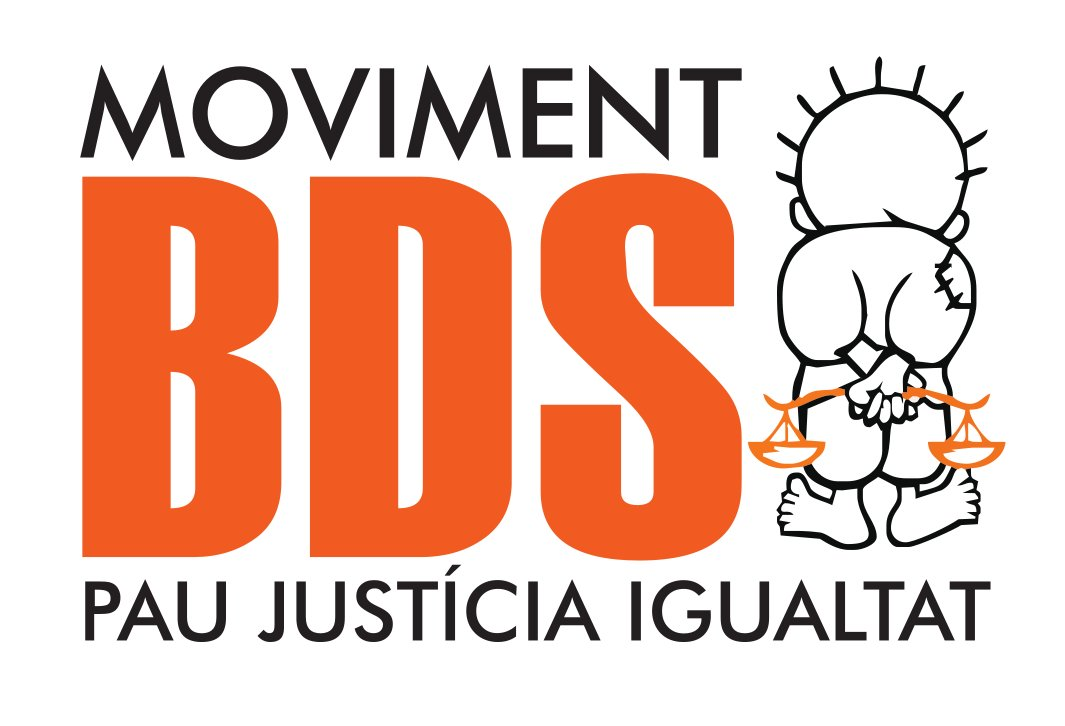
カタルーニャ州でのBDS運動のロゴ

BDS運動の要求として、イスラエルが違法に占領するパレスチナ人の領土（東エルサレムを含むヨルダン川西岸地区とガザ地区）およびゴラン高原において行われている抑圧と入植活動の終結と、イスラエル国籍を持つパレスチナ人の差別解消、さらにパレスチナ人の帰還権の承認が挙げられている。
BDS運動は、基本的に国連決議の条文等に基づいており、南アフリカ共和国のアパルトヘイト体制を解体に導いた反アパルトヘイト運動をモデルとしている。「イスラエルに国際法を遵守させるまで、様々な種類のボイコットと圧力」を行うことが呼びかけられ、世界各地で抗議運動や会議などが実地されてきた。。
2005年に活動を開始したBDS運動は、パレスチナの大義を支持する170以上のパレスチナ系NGOの支援のもと、パレスチナ人らによるBDS民族評議会によって組織・運営されている。
略称のBDSはボイコット（Boycott）、投資撤収（Divestment）、制裁（Sanctions）の英語の頭文字をとったものである。

## 背景
1945年にアラブ連盟が発足した際、その目的のひとつとして「シオニストの産品に対するボイコットを通じて、パレスチナにおけるユダヤ人勢力の成長を阻止する」ことが挙げられていた。そして、この試みを運営するための中央ボイコット事務所が創設されている。やがてイスラエルが1948年に樹立されると、パレスチナからのユダヤ人産品ボイコットは、イスラエル産品やサービスに対するボイコットへと変化していった。こうしたボイコットは基本的なレベル（イスラエル産品に対する直接的なボイコットとして）と、第二段階（イスラエルと取引しないよう、諸国家や機関への直接的圧力を通じたもの）、そして第三段階（無関係の第三国企業が、イスラエルと関係を持つ企業との取引を防止）によって構成、実施されていた。
マーク・グリーンドーファーは、BDS運動はその名称、機能、行動、方法論、そして目的において、アラブ連盟によるボイコット運動に由来すると議論している。アレックス・ジョフもこれに賛同しつつ、パレスチナ学生総連（GUPS）や、米国におけるムスリム同胞団の活動、またパレスチナ連帯キャンペーン（PSC）などを、BDS運動以前の先駆的取り組みとして挙げている。すなわちこれは、冷戦期に由来し、汎イスラーム主義 (en) と共産主義の関係性の間に見られた未解決の諸問題が、BDS運動の原動力となっているとする議論である。
第二次インティファーダ（アル＝アクサー・インティファーダ）の間、パレスチナ人たちは非暴力的な手段を通じてイスラエルに圧力をかけるために利用できるような、国際的な連帯と支援を発展させ始めた。2002年には、ヨーロッパ、オーストラリア、アメリカ、そしてパレスチナ自治区における複数の組織がイスラエル系機関（学問や文化に関わるものも含まれる）に対するボイコットへの呼びかけに応じている。パレスチナ人の学者や知識人たちは、2003年10月にもボイコットの呼びかけを行った。またイスラエルによる西岸地区の分離壁建設の開始を受けて、2004年には、ボイコットを組織的に運営しようする試みが勢いを増した。これに伴って2004年4月には、イスラエルに対する学問・文化ボイコットのためのパレスチナ・キャンペーン（PACBI）が発足している。創設者の中には、ウマル・アル＝バルグースィーなどがいた。
2005年1月には、占領パレスチナ及びシリア・ゴラン高原アドボカシー・イニシアティブ（OPGAI）が、ブラジルのポルト・アレグレで開催された第5回世界社会フォーラム（1月26日～31日）において、集団的な取り組みとしては初めて、ボイコット、投資撤収、制裁を呼びかけた。
2005年7月9日、すなわち国際司法裁判所が分離壁は国際法に違反するとした勧告的意見から1周年となるこの日に、イスラエル/パレスチナ内外のパレスチナ人を代表する数多くの組織が国際共同体に向けて、イスラエルが国際法と普遍的な人権の原則を遵守するまで、イスラエルに対するボイコット、投資撤収、制裁を行うよう呼びかけた。2007年12月にラーマッラーで開催された初のBDS会議においては、世界中のBDS運動のためのパレスチナ人系運営母体として「BDS民族評議会（BNC）」が発足した。
なお同運動は、20世紀の南アフリカ共和国における反アパルトヘイト運動を、主要なモデル、また着想の原点としている。

## 目標
BDS運動は、主に以下のような結果をもたらすことを目指している。
1. イスラエルによるアラブ人の土地に対する占領と入植を終結させ、また分離壁を解体させること。
2. イスラエル・アラブの基本的な権利と完全な平等を承認すること。
3. 国際連合総会決議194号（英語版）が規定する通り、パレスチナ難民が、彼らの住居に帰還し、財産を回復する権利を尊重、保護すること。

## 手法

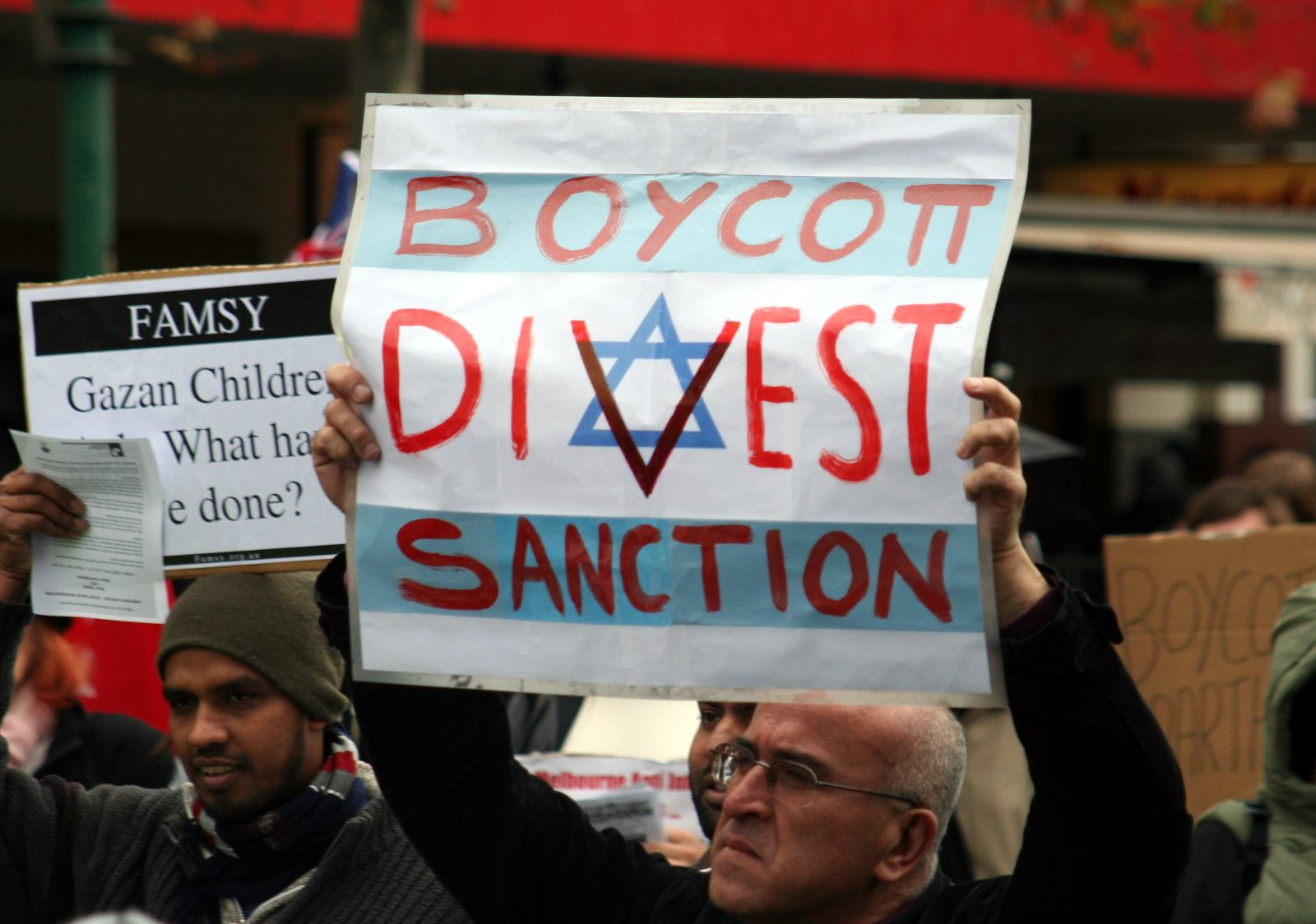
BDSの一環としてメルボルンで行われた、イスラエルによるガザ地区封鎖とGaza flotilla raidに対する抗議活動。

BDS運動は主にボイコット、投資撤収、制裁という手法をイスラエルに対して用いている。これに伴って、イスラエル軍や、入植地で活動するイスラエル企業と契約関係を結んでいる企業を対象とする、複数のデモや抗議活動を組織してきた。また、そうした活動は入植産業への支持を公言している著名人を直接対象とする場合もある。
また、SNSなどのプラットフォームがBDS運動への注意喚起のために用いられている。（SNS上などでの）公共の場への呼び掛けや抗議活動、請願、新聞・雑誌記事等を通じて、イスラエルや入植地でのイベント（コンサートや学術会議など）への参加をやめるよう圧力をかけている。反対に、イスラエル人たちはイスラエルや占領地の外での活動に参加することに関しても、これをやめるよう圧力をかけられることがある。またそうしたイベントの参加者たちは、時折パレスチナの大義への連帯を示すよう要求されることもある。
さらにBDS運動は、イスラエルによる西岸地区・ガザ地区への占領に反対する大学講義や集会を行う「イスラエル・アパルトヘイト・ウィーク（IAW）」（年に一度行われる）を活用している。これは通常2月、3月に開催される。運営組織によれば、「IAWはの目的は、アパルトヘイト体制としてのイスラエルの性質を人々に教育し、BDS運動を世界的なものへと成長させること」である。IAWはトロントで2005年に始まり、以来カナダ、フランス、ドイツ、インド、イタリア、オーストリア、ヨルダン、日本、韓国、ブラジル、ボツワナ、マレーシア、イギリス、アメリカ、南アフリカ、メキシコ、ノルウェー、オーストラリア、パレスチナを含む、世界中で少なくとも55の都市に拡大してきた。

## 文化・学術的ボイコット

### アカデミック・ボイコット
詳しくはイスラエルに対するアカデミック・ボイコットの項を参照されたい。
イスラエルに対するアカデミック・ボイコットは、イスラエルに対する学問・文化ボイコットのためのパレスチナ・キャンペーン（PACBI）の主導で行われており、これは60以上のパレスチナ系学術機関、文化組織、その他市民団体、組合、組織などからも後援を得ている。中には、西岸地区に存在するパレスチナ大学教職員組合連合会や、パレスチナNGOネットワーク（PNGO）なども含まれている。
PACBIは、英国パレスチナ系大学評議会（BRICUP）と緊密に連携をとっており、BRICUPは英国大学教員協会へのロビー活動を通じて、イスラエル系大学に対するボイコットを要請している。
加えて、世界各国の学者らが、このキャンペーンに対する支持に署名している。2013年12月には、創設から半世紀以上の歴史を持つ米国アメリカ学会（ASA）があらゆるイスラエル系学術機関に対するボイコットに加わった。

### 学術的ボイコット
毎年スペインで、およそ1週間にわたり開催される世界最大規模のレゲエ・ミュージック・フェスティバルであるロトトン・サンスプラッシュは、2015年の開催時、ユダヤ系アメリカ人ラッパーのマティスヤフがパレスチナ国家の支持表明への署名を拒否したことを受け、彼の参加をキャンセルした。
マティスヤフは、このとき彼が「ユダヤ系アメリカ人を公称する、とあるアーティスト」として述べられていたことに関して「ぞっとするし不快だ」と表明している。
その後、複数のユダヤ系組織やスペインの日刊紙エル・パイス、またスペイン政府からも同様に批判を受けると、イベントのオーガナイザーはマティスヤフに対して謝罪し、再訪のオファーを行った。彼らは「（今回の件は）BDS País Valencià（スペイン系BDS組織）によるボイコットと、圧力、強制、脅迫を伴うキャンペーンによって引き起こされたもので、誤りであった」と述べた。

## ビジネス・ボイコット
国連特別報告者のリチャード・フォークは、2012年9月19日に自身が国連総会に提出した報告書（A/67/379）の中で、「この報告書の中に明記されている事業は、イスラエルの入植地から利益を得ているその他の事業と同様に、それが人権・人道に関する国際法とその規範に沿った活動になるまで、ボイコットされるべきである」と述べている。
より具体的には、アメリカからはキャタピラー、ヒューレット・パッカード、モトローラ、イスラエルからはアハヴァ、エルビット・システムズ、メハドリン、スウェーデンからはボルボ・グループ、アッサ・アブロイ、フランスからはヴェオリア・アンヴィロンヌマン、イギリスからはG4S、ベルギーからはデクシア・グループ、オランダからはリワル・ホールディング・グループ、そしてメキシコからはセメックスなどが名指しで列挙された。

### ビジネス・ボイコットがもたらすパレスチナ人雇用への影響
BDSに否定的な立場からは、BDSはパレスチナ人の雇用に深刻な影響をもたらすと指摘している。彼らによれば、入植地に存在する企業はパレスチナ人にとって有益であるという。そういった企業は労働者に対し、パレスチナ系工場などよりも良い賃金を提供しているので、パレスチナ人たちは満足しており、搾取されているとは感じていないとしている。
これに対しBDSの支持者らは、2011年には多くのパレスチナ人が無許可で入植地で働き、またイスラエルの最低賃金以下、場合によっては半分以下の賃金しか稼いでいなかった事実を指摘している。例として、かつてマアレー・アドゥミーム（イスラエル最大規模の入植地のひとつ）に存在したソーダストリーム社の工場では、初歩段階の従業員はパレスチナ人の工場とほとんど変わらない賃金しか支払われていなかった。ソーダストリーム社の工場で従事していたパレスチナ人のほとんどは、たった3か月ごとに更新が必要となる季節契約を結んでいた。そしてエルサレム大が実施した調査によれば、パレスチナ人たちが入植地で働くのは彼らに他の選択肢がないためにすぎず、入植地で働く82%のパレスチナ人は別の職があるなら（入植地での）仕事を辞めるとしている。
ウマル・アル＝バルグースィーは、事実として、入植地で「数万人の」パレスチナ人たちが働いているのは、イスラエル政策の直接的な結果であると述べている。同氏はまた、数十年間にわたってイスラエルは「システマティックにパレスチナ産業・農業を破壊し、そして我々が所有する最も肥沃な土地と豊かな水源を没収し、加えて多くの者が職場にたどり着くことすらできなくなるように極度に厳しい行動制限を課している」と述べた。
報告によれば、あらゆるパレスチナ系労働組合に加え、政党を含むほとんど全ての市民社会組織が、BDS運動によるボイコット、投資撤収、制裁の呼びかけを支持している。

### ビジネス・ボイコットの例
2012年12月、ニュージーランド退職手当基金が3つのイスラエル系企業をポートフォリオから除外した。その理由はこれらの企業がイスラエルによる入植地建設と分離壁の建設に関与していたことであった。なおニュージーランド・ヘラルドによれば、同基金によるイスラエル系企業への投資額は83,000米ドル以下であり、ほとんど実体のないものであったという。
2013年、ルクセンブルクの国民年金基金であるFDCは、バンク・ハ＝ポアリーム、バンク・レウミ、AFIグループなどを含む8つの主要なイスラエル系企業を「認定済みの投資対象から除外した」と発表した。またFDCはアメリカ系企業のモトローラ・ソリューションズも除外している。
2014年1月にはノルウェー政府が、同国の国民年金基金は2つのイスラエル系企業（AFIグループとダーニャ・セブス）には今後投資を行わないだろうと発表した。同年には、ノルウェーのYMCAとYWCAもまた「イスラエルとイスラエル入植地からの商品・サービスに対する経済的ボイコットへの広範な支持」を表明し、ボイコットに参加している。
同じく2014年1月には、デンマークのダンスケ銀行がイスラエル系銀行であるバンク・ハ＝ポアリームを同社のブラックリストに追加した。なおダンスケ銀行はこの以前にも、AFIグループとダーニャ・セブスからの投資を引き揚げている。
さらに2014年7月21日には、モルディブ政府がイスラエルとの3つの二国間貿易協定を破棄し、同政府は全てのイスラエル産品をボイコットしている。同政府の大統領府付大臣のムハンマド・フサイン・シャリーフも同様に、モルディブ政府はイスラエル産品の輸入の禁止を予定していると発表した。
2016年2月には、コロンビアのレストラン・チェーンであるクレープ・アンド・ワッフルズが、イギリス系企業であるG4Sとの安全輸送契約を破棄している。

## 各国政府の反応

### パレスチナ自治政府の反応
2012年12月、パレスチナ人に代わってイスラエルが集めた税収の支払凍結に際し、パレスチナの首相サラーム・ファイヤードがイスラエル製品のボイコットを呼びかけた。なお彼は過去にもイスラエル入植地で製造された製品のボイコットを呼びかけたことがあったが、この時は成功には至らなかった。
2013年に実施された南アフリカ共和国への訪問において、マフムード・アッバース大統領は「パレスチナ人はイスラエルの（全ての側面に対する）ボイコットについては、支援しない」と発言し、記者やパレスチナ人活動家らを驚かせた。しかしながら、イスラエル入植地の製品に対するボイコットについては支持している。
2015年2月には、イスラエルによって再び実行された税収支払凍結による懲罰措置に対抗する形で、ファタハ系の活動家らが新たなキャンペーンを打ち出した。彼らは人々に対して、6つのイスラエル系食品会社の製品に対するボイコットを呼びかけた。アッバースはというと、一見する限りは公にこのボイコットを支持することはなかったようだが、むしろファタハ指導のPLOに対し、このキャンペーンを指揮するよう打診していた。
また、2015年6月に開催された第25回アフリカ連合会議にて、アッバースはアフリカ諸国に対し、西岸地区の入植地で製造された製品のボイコットを求めている。

### イスラエル政府の反応
2011年7月11日にクネセットは、イスラエル国家に対するボイコットを公的に呼びかける行為を民事上の犯罪とみなせるようにする法案を可決し、ボイコットは「他人または他の要因との間の経済的、文化的、学術的な関係について、それがイスラエル国家や（イスラエル系の）機関、あるいはイスラエルの支配下に置かれた地域との関係を持つという理由のみにおいて、経済的、文化的、学術的な損害をもたらす方法を用いて意図的にこれを避けること」と定義された。この法律に従えば、ボイコットを呼びかけた者は誰であっても訴訟の対象になり得、また実際の損害の規模にかかわらず賠償請求の対象となる。さらに政府の大臣の裁量で、政府調達への入札が禁じられる場合もある。
しかし、上記の法律は多くの批判を呼んだ。32名のイスラエル人法学教授が、同法律は憲法違反であり、政治的表現と抗議の自由に対する重大な損害をもたらすとする請願に署名している。他の批判者らの中には、NGOモニターのジェラルド・スタインバーグや、アメリカ・シオニスト機構代表のモートン・クラインなど、基本的に反BDS運動の立場をとる者も含まれ、彼らはBDS運動に対抗するためにはより良い方法があることを指摘しながら、この法律を批判している。
2012年12月20日には、イスラエル最高裁判所は上記の法律を凍結し、なぜこの法律を破棄すべきではないのかを説明するよう政府に要求する暫定的命令を公布した。回答期限は2013年3月14日であった。最終公聴会はイスラエル最高裁判所長のアシェル・グルニス率いる9人の公正委員の前で行われるとされた。報道によれば、当時イスラエル司法長官だったイェフダー・ワインスタインは同法律を防衛可能な「ボーダーライン」と表現し、同法律を守る立場で公聴会に臨みつつも「（同法律には）深刻な問題があった」と認めている。2015年の裁判所の裁定では、同法律のほとんどの規定を承認していたが、実害を示すことが必要であり、そのため原告不在で訴訟が進行する可能性については棄却した。
2016年3月には、イスラエルの情報・原子力大臣のイスラエル・カッツが、イスラエルはBDS運動の指導者らを「排除」すべきだと発言した。なおこの表現はヘブライ語で「暗殺」を指す語と掛けて用いられていた。
2016年6月にハアレツは、イスラエル戦略問題担当大臣が、BDS運動の支持者に関する消極的な情報を流布するために、イスラエルと関係を持たない非営利の組織やグループを作ったり誘い入れたり雇ったりすることを目的とした「汚い謀略」部隊の創設を進めていると報じた。この報道は、BDS運動に対抗するイスラエルの努力が効果を上げていないとする報道に続いてなされたものだったが、そうした状況のひとつの要因は、外務省から戦略問題担当省へと責任が移管されたことであった。ハアレツは報告書を引用しながら「2013年には、イスラエルに対する非合法化とボイコットの試みに対抗する政府のキャンペーンを実行するために、さらに拡大された権限を委譲されたにもかかわらず、戦略問題担当省はその予算を十分に活用せず、この分野で大きな成果を得ることはなかった」と報じている。また「2015年に至っても、まだ事業計画を行わなかった」としている。
2017年3月6日にイスラエルでは、イスラエル入国法第27修正案を可決している。これはイスラエルあるいはイスラエル入植地に対するボイコットを公に呼びかけた者を入国禁止にする内容であり、BDS運動とその支持者を標的としたものとなっている。

### その他諸国政府の反応

#### カナダ
2016年には、超党派による投票の結果、オンタリオ州議会が「議会に対し、ヘイト、偏見、人種差別を促進するようないかなる運動に対しても反対するよう呼びかけ」、「BDS運動による、イスラエルに対する『差別的措置』を排除する」旨の決議を可決した。

#### フランス
2003年にはルルーシュ法が、国籍などを含む「不変の特性」の差異に基づく差別を非合法化している。この法律とあわせ、ヘイトスピーチ法がBDS運動に適用されている。

#### アメリカ
2015年4月、テネシー州がBDS運動に対する非難決議を可決した。これはアメリカ合衆国においては初の事例であった。2019年4月時点では、合計で27の州が反BDS法令を可決している。
2017年にはエルサレムをイスラエルの首都とするアメリカ合衆国の承認が行われたうえ、2018年には米国大使館がエルサレムに移転し、2019年にはエイミー・クロブシャーなど民主党議員らが、イスラエル反ボイコット法を成立させた。

## BDSのインパクト
BDS運動の効果については、疑問も投げかけられている。イスラエル内外における多くの報告が、BDS運動はイスラエル経済に対してごく小さな影響しか及ぼすことができなかったとしており、予見可能な将来においてそれができる可能性も低いと示唆している。
2015年6月には、アメリカのランド研究所による分析が行われた。報告によれば、イスラエルに対するボイコット、投資撤収、制裁のキャンペーンは、もしそれが10年間存続すれば、潜在的にイスラエル経済に対して470億米ドル規模の打撃を与え得ることから、成功といえると結論した。なおこの470億米ドルという数値は報告中には記載されていないものの、特定の国家を対象とした既存のボイコットの試みについて検証するモデルから導き出されたと言われている。しかしながら、ランド研究所は同時に「制裁の効果に関する根拠は複雑なものであり、潜在的なBDS運動の経済的効果に関する評価を難しくしている」と注記している。

## 運動への支持

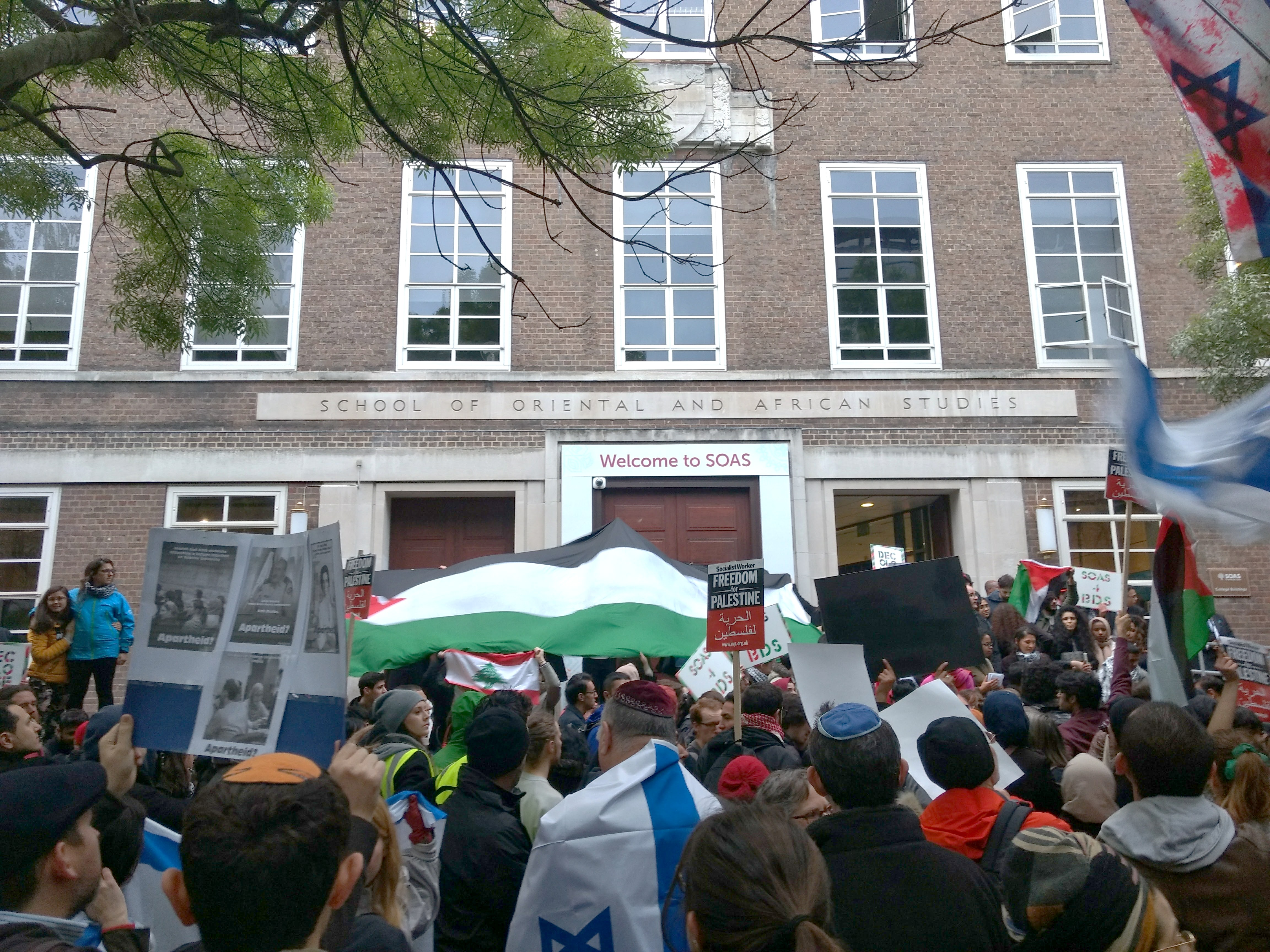
ロンドンの東洋アフリカ研究学院前にて実施されたBDS運動のデモ（2017年4月）

BDS運動の著名な支持者としては、ピンク・フロイドのミュージシャンであるロジャー・ウォーターズや、聖公会大主教のデズモンド・ツツ、作家でフェミニストのアリス・ウォーカーなどが挙げられる。
2014年には、国際的なユダヤ系団体である「パレスチナ人の帰還権を支持するユダヤ人」が、アメリカ研究協会（ASA）によるイスラエルに対するアカデミック・ボイコットを支持する署名者名簿を公開した。
イスラエル人の活動家組織である「ボイコット・フロム・ウィズィン」もまたBDS運動を支持している。同組織は、イスラエルで予定されているコンサートなどをキャンセルするようミュージシャンらに呼びかける声明を定期的に発表するなどしている。

### 政治団体
アフリカ民族会議（ANC）は、2012年にBDS運動に対する支持を表明した。同党は、自身を「パレスチナ人たちはイスラエルとの紛争における犠牲者であり、また抑圧されているとの（我々の）見方について、何の謝罪もするつもりはない」と宣言した。
また2014年に起こった、イスラエルによるガザ侵攻の際には、イングランド・ウェールズ緑の党の会議が「BDS運動への活発な参加」を支持すると表明した。
2015年にはスコットランド緑の党もまた、イスラエルに対するボイコットへの支持を表明している。
2016年8月にはカナダ緑の党もまた、党首であり唯一の下院議員であるエリザベス・メイの反対にもかかわらず、BDS運動への支持を票決している。

### 労働組合
2011年7月には、南アフリカ労働組合連合（COSATU）がBDS運動への完全なる支持を表明している。2014年のガザ侵攻の間には、COSATUはBDS運動に対する支援を「強化」すると宣言し、ウールワース社によるイスラエル産品の在庫に対してピケッティングを行った。
2014年4月には、EUでも最大規模のイギリス全国教員連合がイスラエルに対するボイコットを支援する決議を可決している。同年7月には、イギリス最大の労働組合であるユナイト（ユナイト・ザ・ユニオン）もまた、BDS運動への参加を票決した。
2015年4月には、カナダ・ケベック州の全国労働組合連合が、およそ2000の労働組合が擁する労働者325,000人を代表して、BDS運動への参加とイスラエルに対する軍事禁輸措置への支持を票決した。

## 運動への反発

### 政治的な反発
BDS運動に反対する政治政党としては、オーストラリア自由党や、アメリカの共和・民主両党などが挙げられる。欧州連合もまた、イスラエルに対するボイコットへの反対を表明している。BDS運動反対に関する共通の理由としては、BDS運動はイスラエルの正当性に対する攻撃であり、反セム主義を助長するからとしている。
2017年3月には、ドイツ社会民主党（SPD）はBDS運動を反セム主義的であるとして非難している。またSPDのイルメナウ支局長でテューリンゲン州のユダヤ人コミュニティの代表でもあるラインハルト・シュラムのような数人のオブザーバーらは、「BDS運動は、ユダヤ人国家の防衛に対するSPDの貢献が疑わしい（足りていない）ものであることを示している」と発言している。

### アーティスト、俳優、作家による反発
イスラエル生まれのミュージシャンで、キッス（ロックバンド）のリーダーであるジーン・シモンズは、イスラエルを避けるアーティストは、そうした怒りをアラブの独裁者たちに向けるべきだと発言している。また彼は「彼らがボイコットすべき国というのは、そこに住む人々が反乱を起こしているような国のことだ」と語った。
BDS運動に反発するその他の著名人としては、ジョン・ライドン、ウンベルト・エーコ、コーエン兄弟、J.K. ローリング、ヒラリー・マンテル、ヘレン・ミレン、ジギー・マーリー、ジョン・ボン・ジョヴィ、ハワード・スターン、エドワード・アズナーなどが挙げられる。
また小説家のイアン・マキューアンはエルサレム賞を受賞した際、これを拒否するよう迫られたが「私が認めた国にしか出かけていかないとするならば、おそらく私はベッドから出ることもなくなるだろう。[…]皆が話すことをやめてしまうとしたら、それは良いことではない」と語った。
2011年末には、音楽プロデューサーや著名なバンド、グループなどの代表者からなる反BDS組織である「平和のためのクリエイティブ・コミュニティ」が創設された。同組織にはエアロスミスやセリーヌ・ディオン、レディー・ガガ、ジェニファー・ロペス、ジャスティン・ティンバーレイクなどが参加している。

### その他の公人や著名人からの反発
イスラエル大統領のルーベン・リブリンは、イスラエルを論争や批判に用いられてきた土地であると表現したが、BDS運動は「健康的な議論」に対して、「不健康な手法で」影響をもたらそうとする試みであるとした。2016年には、ウェブ版イェディオット・アハロノート（Ynetnews）にて「ボイコットや暴力、扇動はといったものは溝を深めるだけで、我々を（紛争の）解決へと導くものではない。BDS運動が続いていけば、批判はイスラエル国家の存在を非合法なものにするためのカモフラージュに成り果てるだろう」と述べている。加えて彼は、「残念ながらBDS運動の一部は、イスラエル国家の敵でありユダヤ人国家としてのイスラエルを根絶するために行動している組織との結び付きを持ってさえいると指摘しなければならない。その一部はさらに悪質で、彼らの行動を『イスラエル政策に対する批判』であると呼ぶことで、反セム主義的性質を隠そうとしている」と述べた。
親パレスチナ側として長年活動している政治学者のノーマン・フィンケルシュタインは、BDS運動を「カルト的」だとみなした。彼は、そうした世界的な運動はラーマッラーの本部によって大部分がコントロールされており、イスラエルを破壊する目論見を隠すために非現実的な主張を行っていると議論した。加えて、BDS運動はその成果と能力を誇張しており、とりわけそうした運動があらゆる親パレスチナ運動を代表するものであるかのように主張していることを指摘した。フィンケルシュタインはさらに、BDS運動は国際刑事裁判所によって定義された、国際法に基づくイスラエルの義務についての説明を誤っており、また誤解していると主張している。
元スペイン首相のホセ・マリア・アスナールは「私はBDS運動は不公平かつ差別的な運動であり、最終的な分析としては、反セム主義的な倫理上のダブル・スタンダードに基づいていると考える。[…]BDS運動は実際のところ、イスラエル政府だけではなく、全てのイスラエル市民を害そうとしている。現実にBDS運動が求めているのは、ユダヤ民族がその国家において生存できなくなるよう、イスラエルでの生活を耐えがたいものとすることである。BDS運動は政府による政策を変えようとするのみならず、その国からユダヤ人がいなくなることを求めている」と議論した。
元イギリス首相のトニー・ブレアとデーヴィッド・キャメロンは、イスラエル系の教育機関に対するアカデミック・ボイコットの呼び掛けを非難している。またアル＝クドゥス（エルサレム）大学学長のサリー・ヌサイバも同様に、イスラエルに対するアカデミック・ボイコットを拒否している。
ユダヤ系ながらイスラエルに批判的なことで著名なノーム・チョムスキーは、BDS運動はパレスチナの大義に害を及ぼす可能性があると指摘している。その理由として、運動が、パレスチナ難民の帰還権を求める動きにとって重要となる、国際的な支援を喚起することに失敗してきたことを挙げた。
ジューディア・パールは自身による社説の中で、BDS運動は反学術的な性格を持っていると述べた。

### 労働組合からの反発
2015年12月、全米自動車労働組合（UAW）の理事会は、BDS運動への支持を問う「UAW Local 2865」による票決を棄却した。なお、「UAW Local 2865」とはカリフォルニア大学の学生や労働者を代表する組織である。

## 反響
詳しくはBDS運動に対する反応の項を参照されたい。
BDS運動に対する反応は、地理的・政治的な背景の差異に伴い、非常に多様かつ混淆している。
上記の政党に加えて、オーストラリアにおける南ウェールズ緑の党やカナダのケベック連帯など、いくつかの政治政党はBDS運動を支援してきた。またBDS運動はいくつかの私企業、教会、学術組織からの支援を受けている。
またアメリカにおけるBDS運動への対応は、とりわけ両極化してきた。これまでも、BDSに対抗する意図を持った複数の法案や決議が、米国の連邦議会や州議会によって発行されてきた。一方で、カリフォルニア大学生協会などはイスラエルをボイコットするだけでなく、アメリカやその他いくつかの国々に対するボイコットを行う決議を可決している。

### 批判
ニューヨークの月刊誌『ニュー・クライテリオン』は、「300の大学学長がBDS運動について、学問的な精神にとって有害であると非難した」と報じている。
2011年にイスラエルの国家安全保障研究所が発行した『イスラエル戦略調査』では、イェフダー・ベン・メイルとオーウェン・オルターマンによるエッセイが収録されており、BDS運動はイスラエルを人種差別的かつファシズム的で、さらに全体主義的で、アパルトヘイト国家であると描写することで、イスラエルを中傷、また邪悪視していると述べた。著者らによれば、これは外交・経済・学術・文化といった分野における特定のイスラエル人をターゲットとした活動を伴っており、しかもそれは、そうしたターゲットの立場や紛争との関わりとは無関係であり、扇動的であると表現した。
2009年、エルサレム・ポストの意見欄においてギル・トロイは、BDS運動はイスラエルの政策をターゲットとしているのではなく、むしろイスラエルの正当性をターゲットにしていると議論した。
イスラエルのレウート研究所もまた、BDS運動はイスラエルを非合法化するためにダブル・スタンダードを適用していると指摘した。
2007年にはロンドンの週刊紙『エコノミスト』が、ボイコットを「薄弱で」効果がないと指摘し「占領地での行き詰まりのためにイスラエルのみを非難することは、多くの部外者を不公平なものとして攻撃することにつながる」と注記し、パレスチナ指導部がボイコットを支持しなかったことを指摘した。しかしながら2014年の始めになると、同紙は「一度は気の狂った者たちによる狡猾な計略であると嘲笑した」BDS運動が、多くのイスラエル人達にとって「主流になりつつある」ことを指摘している。
また、ハーバード大学の元法学教授であるアラン・ダーショウィッツとイスラエル・アクション・ネットワークは、マフムード・アッバースが、イスラエルに対する一般的なボイコットというより、とりわけ占領地に存在するイスラエル入植地で行われるイスラエル系事業に対するボイコットを支持していることを指摘しながら、BDS運動はパレスチナ人一般の意向ではないと議論した。ダーショウィッツは加えて「BDS運動は非倫理的である。なぜならそれは間違った人々を傷つけてしまうからだ」と述べた。ここでいう「間違った人々」として意図されているのは、BDS運動の影響を受ける企業で従事するパレスチナ人労働者や、そうした企業からの薬剤の処方などを待つ患者などである。

### 反セム主義との関係についての主張
詳しくは新反セム主義と反セム主義の3Dテストの項を参照されたい。
名誉毀損防止同盟（ADL）や、サイモン・ウィーゼンタール・センター、またイスラエル政府の公式見解として、BDS運動は反セム主義的であると分類されている。これに関連して、ADLの最高責任者であるエイブラハム・フォックスマンは、ニューヨーク市立大学ブルックリン校の政治学科がBDS運動を促進する目的の会議を後援していることを批判する内容の広告をニューヨーク・タイムズに掲載した。広告においては、フォックスマンはBDS運動を反セム主義的であり、かつ「その最も中心にある」と言及している。
その他の議論としては、以下のようなものが挙げられる。
- BDS運動が「ダブル・スタンダード」であるとする議論は、同運動がイスラエルのみを相手取っていること、あるいは、他の政治的状況について判断する基準とは異なる基準を用いてイスラエルに関する判断を下していることを指摘している。例えばチャールズ・クラウトハマーは「イスラエルは世界で唯一のユダヤ人国家である。他の国には用いないようなダブル・スタンダードを、ユダヤ人の国家であるイスラエルに対して適用するということは、他の誰を評価する際にも用いないような方法である特定の人々に関する評価を下すことである。それはすなわち、ある特定の人々のみを取り上げて非難と隔離を行うことであり、著しく差別的な行為である」と述べた[153]。アラン・ダーショウィッツは、BDS運動の支持者らがイスラエルのみを人権侵害を行っているとして取り上げる手法を、ハーバード大学長だったアボット・ローレンス・ローウェルが20世紀初頭に、反ユダヤ主義的な規定を強いた自身の決定を弁護した際の手法と比較している。まず、なぜユダヤ人に対する規定が必要なのかという問いかけに対し、ローウェルは「ユダヤ人はずるをする」と答えた。そこで今度は、クリスチャンであってもずるをすると指摘されると、ローウェルは「君は主題を変えようとしている。我々は今、ユダヤ人について話しているのだ」と答えたという[154]。
- BDS運動の支持者たちは反セム主義的な主張を行っている、あるいは反セム主義的な活動を実施しているとする告発がなされている[151]。例えば一部の支持者たちは、イスラエルによる現在のアラブ人に対する措置を、ナチス時代のドイツがホロコーストの際にユダヤ人に対して行った措置と比較し、イスラエルの自決権を否定している[146][2]。日刊紙『オーストラリアン』は、インターネット上に存在するホロコーストを否認する内容の出版物の刊行や、「ユダヤ人とユダヤ人を愛する者たち」に対する攻撃の扇動などの活動を、BDS運動の支持者に起因するものとして議論している[155]。
- BDS運動と、歴史上のユダヤ人マイノリティに対する差別的措置の間には、類似する点や、実際に共通する点がみられる[156][157]。例えば、ナチスによるユダヤ人事業に対するボイコット運動（英語版）などがこれにあたると言われている[146][158]。
- BDS運動は、反セム主義における所謂「クリーピング・ノーマリティ（英語版）」の重要な一歩であるとする議論が存在する[159]。なおクリーピング・ノーマリティとは直訳すれば「忍び寄る常態性」となり、徐々に変化するものには気付きにくく、知らぬ間に受け入れている状態のことを指す。
- パレスチナ人の領土にイスラエル人が継続して存在している事実に反対し、アラブとイスラエルの和平交渉を支持するイスラエル人であっても、BDS運動、とりわけアカデミック・ボイコットのターゲットとなることがある[160]。
- マイアミ大学のイラ・シェスキンや、ユダヤ人公共問題協議会（JCPA）（英語版）のイーサン・フェルソンによれば、BDS運動は時折、アラブ・イスラエル紛争に関しては何の関係もない、あるいはわずかにしか関係を持たないユダヤ系個人をターゲットにすることがある[161]。

#### 上記主張に対する返答・反論
なお、上記の主張に対しては、以下の通り複数の返答や反論が存在している。
- ジェイ・マイケルソン（英語版）はジューイッシュ・デイリー・フォワードの社説で、上記のフォックスマンの立場に対する批判を述べている。社説では、BDS運動における数人の指導者たちは現にユダヤ人であり、ADLは「検閲行為に支持的だとみなされるようなあらゆる姿勢をとることで[…]その信頼性をますます失い、そして『反セム主義』という用語それ自体の持つ意味を陳腐化させている」と指摘した[162]。
- ジュディス・バトラーは、BDS運動が求めているものは、国際的な人権の原則と合致するものであり、またそうした価値観に由来するものであると主張している。またバトラーは、BDS運動と反セム主義を同等視することは、そうした価値観を反セム主義だと主張することと同じことであると結論した[163]。
- とりわけBDS運動がダブル・スタンダードであるとする議論に関しては、以下のような返答・反論が存在する。
  - 数人の論者が、イスラエルはアメリカの同盟国の中でも最も多くの援助を受けている国家のひとつで、それはアメリカとイスラエルの間に特有の政治的・歴史的な関係性によるものであり、よってアメリカ人はイスラエルにおける人権の状況に特別な責任を負っていると議論している[164][165]。イスラエルの場合のみ異なる方法で処遇している別の理由としては、ボイコットの呼びかけというものが、イスラエルによる人権侵害の犠牲者を自認する人々が属する、おびただしい数の市民社会が結束して行った努力の結果だからだとしている[164][165]。後者の効果に関する一つの例は、著名な科学者であるスティーヴン・ホーキングの発言にも見て取れる。彼がイスラエル大統領会議（英語版）への参加を辞退する決断をしたことは、「（ホーキングが）ボイコットをリスペクトすべきだ」と一致して主張していたパレスチナ人学者らからの呼び掛けに動機づけられたものであったと説明している[166]。
  - 別の反論としては、最終的には全ての国家が人権の原則に責任を負わなければならないとする議論がある。しかしながらどの国が先にそうするべきかという問いについては、答えが出ていない[167]。
- 人格攻撃論法（人身攻撃）の観点からは、BDS運動支持者による個人に対する攻撃は、論理的に見当違いをしているという主張がある。その理由としては、BDS運動支持者らは、対象となる個人による反BDS的な議論や活動というより、むしろその個人の性格や行動、その動機に着目してしまっているという点が挙げられている[165]。
- ジュディス・バトラーはまた、BDS運動を反セム主義であるとする主張は必然的に、「彼ら（ユダヤ人）は全員が同じ政治的参加を行っている」との推測による、誤った「全ユダヤ人の一般化」に起因していると議論し、同時にそうした主張は、ユダヤ人の間でも広範にみられる、イスラエルに対して「きわめて批判的」な見方の存在を無視しているとした[163]。同様の推論がウマル・アル＝バルグースィーによっても行われており、彼はBDS運動を全ユダヤ人に対する攻撃だとして批判する人々は、全ユダヤ人をイスラエルと同等視してしまっていると主張している[168]。
- BDS運動と、反セム主義的な動機によって行われる対ユダヤ人ボイコット[146][158]の間にある類似性については、ヘブライ大学でホロコーストやジェノサイドに関する研究が専門のダニエル・ブラットマン教授によって検討がなされている[169]。リベラルなシオニストであり、BDS運動に反対する立場のブラットマンによれば「反セム主義的な動機によって行われる対ユダヤ人ボイコットと、今日における対イスラエル・ボイコットの間には、なんら共通点は存在しない。[…]反セム主義的なボイコット運動とは、国家に属さないとみなされ、さらには国家の敵とさえいわれた者たち（すなわちユダヤ人）に対し、敵対的な行動を起こさなかった体制に対して向けられていたものである。イスラエル人がこの2つのボイコット運動を同一視する現象というのは、右派の間で見られるものであり、彼らは彼らで、アラブ人産品のボイコットを呼びかけている」という。

### ハマースとの関係についての主張
民主主義防衛財団の副会長で、アメリカ財務省の元テロ資金アナリストのジョナサン・シャンツァーによれば、アメリカ人のハマース支持者とBDS運動の間にはつながりがあるという。2016年4月にシャンツァーはアメリカの「テロ・核拡散防止・貿易に関する下院小委員会」において「テロ組織であるハマースに対し、物資支援を提供していために民事責任を負い、活動停止を言い渡された3つの組織のケースについては、そのかつての重要な指導層が、アメリカにおけるBDS運動内部の指導的立場に移動したとみられる」と証言した。

### ノーベル平和賞へのノミネート
2018年2月2日には、ノルウェー議会議員のビョルナール・モクスネスによって、BDS運動がノーベル平和賞の候補にノミネートされたと発表された。同氏は「BDS運動にノーベル平和賞を授与することが決まれば、国際社会が中東における平和を支持し、そして平和的な手法を用いて、軍事的支配や数々の国際法違反を終わらせようとしているという強いメッセージとなる」と述べている。

## さらなる文献
- Barghouti, Omar [英語版] (2011). Boycott, Divestment, Sanctions: The Global Struggle for Palestinian Rights. Haymarket Books. ISBN 978-1-60846-114-1.
- Mendes, Philip & Dyrenfurth, Nick (2015). Boycotting Israel is Wrong: The Progressive Path to Peace between Palestinians and Israelis. Sydney, Kensington: NewSouth (University of New South Wales Press). ISBN 978-1-74-223414-4: A critique of the BDS Movement.
- Nelson, Cary (2016). Dreams Deferred: A Concise Guide to the Israeli-Palestinian Conflict and the Movement to Boycott Israel (英語). Indiana University Press. ISBN 978-0-25-302518-0.

### BDS支持サイト
- Global BDS Campaign
- BRICUP (the British Committee for the Universities of Palestine) the body that promotes the academic boycott in the UK
- PACBI (Palestinian campaign for the academic and cultural boycott of Israel)
- Palestinian United Call for BDS against Israel by the Boycott National Committee
- Jello Biafra: "Caught in the crossfire: Should musicians boycott Israel?" on Al Jazeera website (critically supportive)

### BDS批判サイト
- "Boycott, Divestment and Sanctions (BDS)", Anti-Defamation League, 2014.
- Jiulio Meotti, Is BDS campaign working?, Ynetnews, 31 August 2011
- "Boycott Divestment Sanctions (BDS) Against Israel: An Anti-Semitic, Anti-Peace Poison Pill", Simon Wiesenthal Center, March 2013
- Delegitimation of Israel and Israel Attachments Among Jewish Young Adults:The College Campus and Other Contributing Factors, a paper by The Jewish People Policy Institute（英語版）

### BSDに関する議論を扱ったサイト
- Debate between Omar Barghouti and Rabbi Arthur Waskow, Democracy Now!